# Tilloclytus cleroides
Tilloclytus cleroides är en skalbaggsart som först beskrevs av White 1855.  Tilloclytus cleroides ingår i släktet Tilloclytus och familjen långhorningar.
Artens utbredningsområde är Venezuela. Inga underarter finns listade i Catalogue of Life.